# Fiorano Canavese
Fiorano Canavese és un comune (municipi) de la ciutat metropolitana de Torí, a la regió italiana del Piemont, situat a uns 45 quilòmetres al nord de Torí. A 1 de gener de 2019 la seva població era de 769 habitants.
Fiorano Canavese limita amb els següents municipis: Montalto Dora, Lessolo, Alice Superiore, Ivrea, Banchette, Banchette, Salerano Canavese, Samone, Lugnacco i Loranzè.